# Zirconiu
Zirconiul este un element chimic din grupa metalelor, care are numărul atomic 40. Simbolul chimic este Zr.
Zirconiul este folosit mai nou și în stomatologie sub forma de oxid de zirconiu (zirconia), ca cea mai fizionomică opțiune pentru o coroană dentară. Se pune sub porțelan în loc de metal pentru a nu transpare sub porțelan. Se mai folosește și la implantologie tot din același motiv, dar și pentru că are o biocompatibilitate superioară, înlocuind titanul. Zirconia se mai folosește si la fabricarea bijuteriilor.

## Material nuclear
Hidrura de zirconiu este folosită ca material moderator care ține hidrogenul legat la temperatura de lucru a reactorului de fisiune. Alegerea ca material pentru zona de moderare se datorează absorbției minime de neutroni.